# Hannes Alfvén
Hannes Olof Gösta Alfvén (30. května 1908, Norrköping, Švédsko – 2. dubna 1995, Djursholm, Švédsko) byl fyzik a astrofyzik, který se zabýval zejména kosmickou elektrodynamikou. Navázal na práci norského fyzika Kristiana Birkelanda. V roce 1939 publikoval Alfvén teorii magnetických bouří a polárních září. Významnou mírou přispěl k moderní planetární kosmologii hlavně pracemi o přenosu momentu hybnosti z rotujícího praslunce na planety, účinku magnetických polí na pramlhovinu a pracemi o magnetosféře Země a jiných těles. V roce 1970 dostal Nobelovu cenu za práce v oblasti fyziky plazmatu a její interakce s magnetickým polem. Zavedl také alternativní model, který se nazývá plazmová kosmologie.